# Cyperus altsonii
Cyperus altsonii är en halvgräsart som beskrevs av Georg Kükenthal. Cyperus altsonii ingår i släktet papyrusar, och familjen halvgräs.
Artens utbredningsområde är Guyana. Inga underarter finns listade i Catalogue of Life.